# Bota (recipiente)

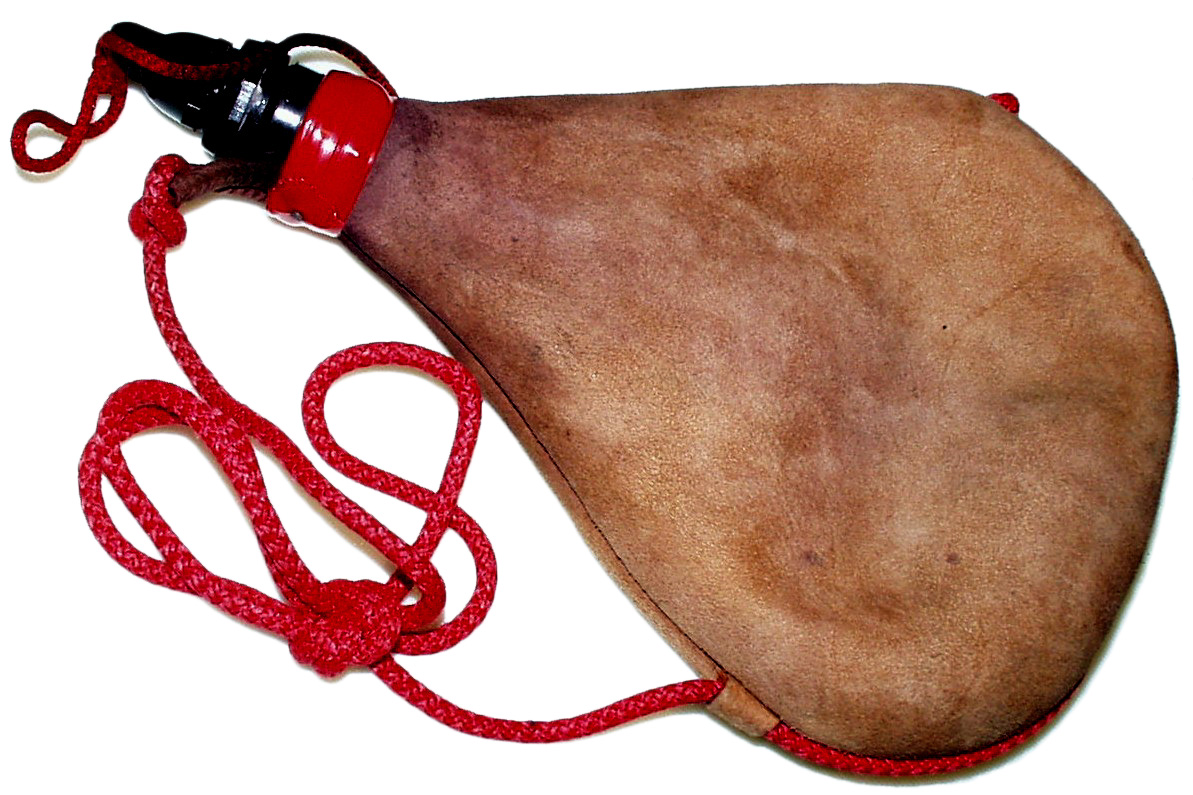
Típica bota de vino en cuero.

Una bota es un recipiente o vasija de piel utilizado para contener cualquier clase de líquido, típico de España. Su uso más tradicional es como recipiente de vino.
Los modelos originales tienen forma de gota o lágrima, bien rectos o con la boca curvada, y están realizados en piel de cabra cosida a mano y recubiertos interiormente de pez, siendo los brocales de asta de toro torneada. Con la evolución de las botas han aparecido modelos de diversas (a veces incluso extravagantes) formas; en lo que respecta a los materiales, es frecuente la sustitución del impermeabilizante interior de pez por látex mediante el uso de un recipiente interior preformado de este material; así mismo, el exterior se confecciona actualmente con otros cueros más baratos o con materiales sintéticos y los brocales son fabricados con materiales plásticos de diversas calidades como baquelita y otros plásticos con calidad alimentaria.

## Utilización de la bota
Al igual que los odres o corambres se emplea principalmente para guardar y mantener fresco el vino, preferiblemente seco. A diferencia de estos, las botas son más pequeñas, por lo que se transportan con mayor facilidad y de ellas se bebe directamente. Las botas se pueden utilizar para transportar y beber cualquier bebida: vinos, licores, refrescos azucarados con o sin gas, agua, etc.
Actualmente su uso ha decaído bastante, pero se considera un referente tradicional de determinadas zonas campestres y actividades como las corridas de toros.

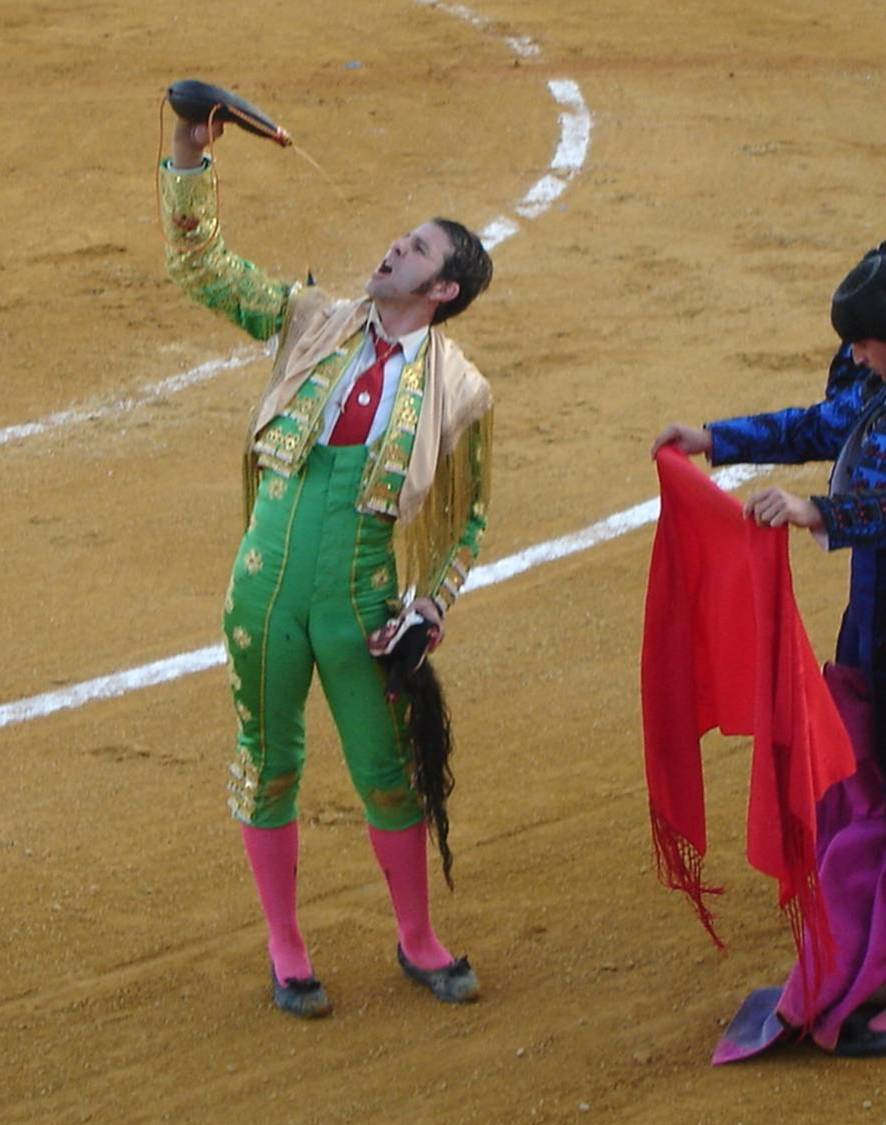
Torero bebiendo de una bota.

### Conservación

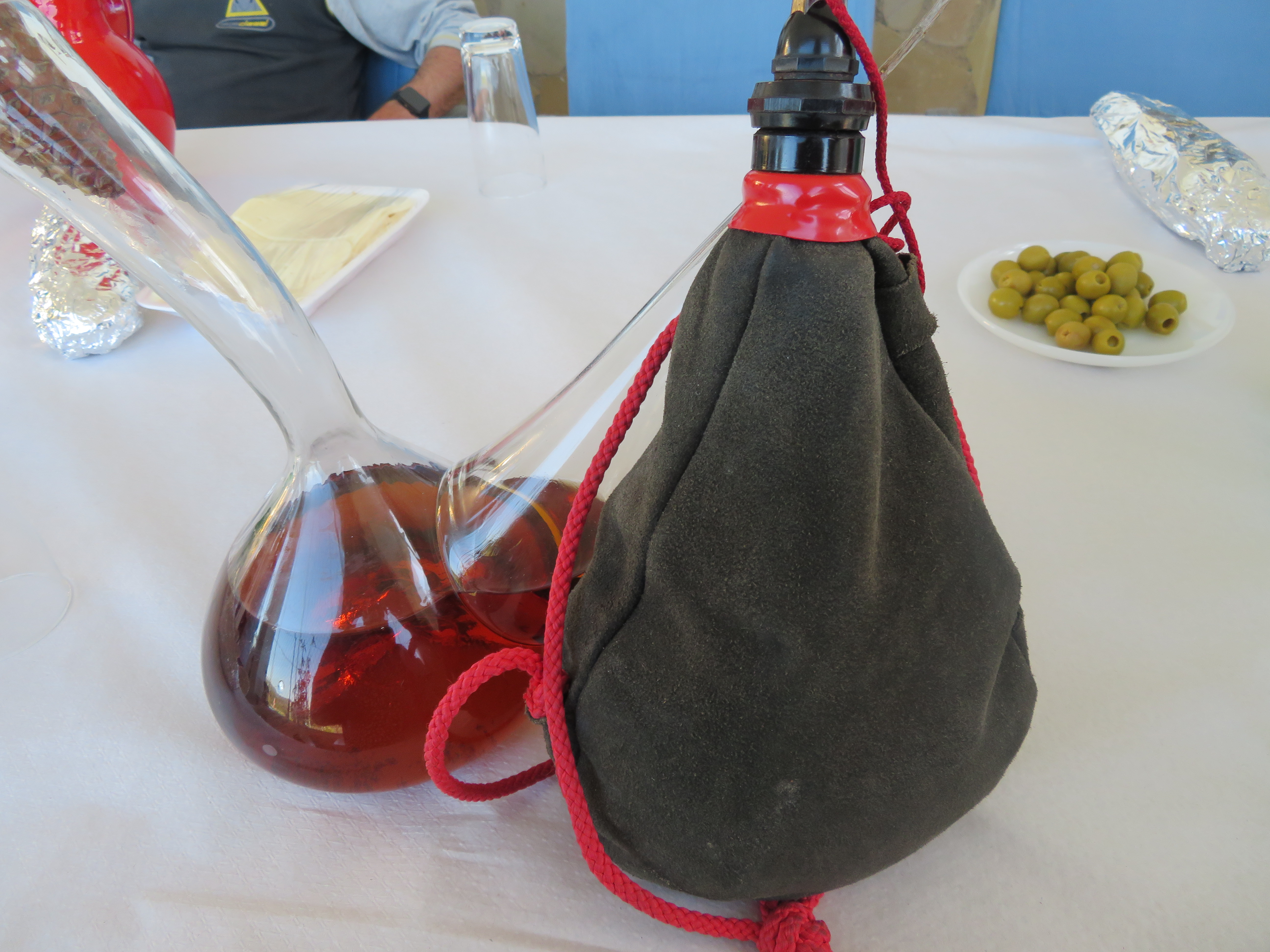
Porrón (barral) y bota de mano, dos envases para beber vino (España).

Una bota en uso no requiere mayor conservación que el lavado periódico, normalmente cada vez que se rellena.
Si una bota se va a dejar sin usar durante un tiempo prolongado es recomendable lavarla con agua y dejarla en posición horizontal, a medio inflar, con una copita de coñac.
No obstante pueden surgir algunos problemas normales e inherentes a las características de esta particular vasija, que no afectan a la calidad de la bota y que son de fácil solución.
En las botas de pez, cuando se deja la bota vertical durante mucho tiempo, la pez tiende a bajar. Para solucionar este problema basta refundir la pez y repartirla nuevamente por el interior de la bota. Para ello:
1. Se necesita vaciar la bota de cualquier líquido y lavarla con agua.
2. Se debe luego calentar la bota poniéndola al sol o calefacción.
3. Una vez que la bota está bastante caliente, se debe presionar con los dedos la pez interior repartiéndola por toda la bota.
4. Luego de ello se procede a inflar de nuevo la bota con cuidado, sin forzarla, y se deja enfriar quedando lista para su uso.